# Álvaro Rojas
Álvaro Manuel Rojas Marín (9 de mayo de 1953) es un médico veterinario, académico y político democratacristiano chileno, ministro de Estado en la cartera de Agricultura de la presidenta Michelle Bachelet durante el primer gobierno de ésta. Actualmente ejerce como rector de la Universidad de Talca, cargo que desempeñó entre 1991 y 2006.

## Biografía
Hijo de Manuel Hipólito Rojas Acevedo y de Marta Victoria Marín Marín, egresó del Liceo Alemán de Santiago y luego estudió veterinaria en la Universidad de Chile. Entre 1972 y 1974, representando a su partido, fue presidente del centro de alumnos de la carrera.
Fue profesor de macroeconomía, desarrollo rural y economía agraria en la misma casa de estudios y de otras. Además, se doctoró en ciencias agrarias en la Universidad de Múnich, Alemania.
Fue becado de la Fundación Konrad Adenauer y Alexander von Humboldt, y ha sido consultor de la Cepal y de la FAO.
Entre los años 1994 y 1997 fue presidente del Consejo de Innovación Agraria del Ministerio de Agricultura; y entre 1997 y 2000, coordinador nacional del Programa de Cooperación Científica Chile-Alemania de la Cancillería de su país.
Entre 1991 y 2006 ocupó el cargo de rector de la Universidad de Talca cargo en el que ha permanecido por 25 años no consecutivos, corporación de propiedad estatal.
Entre 2002 y 2004 presidió la Agrupación de Universidades Regionales.
Bachelet lo nombró embajador de su país en Alemania. Tras esto, volvió a su país y fue reelecto como rector en la Universidad de Talca para el periodo 2010-2014 y 2014-2018.
Está casado desde 1977 con la profesora Clara Victoria Henríquez de la Jara, con quien tiene dos hijas; Carolina Fernanda y Francisca Catalina.
El 2022 fue elegido director ejecutivo de CINDA, el Centro Interuniversitario de Desarrollo.